# Abisko

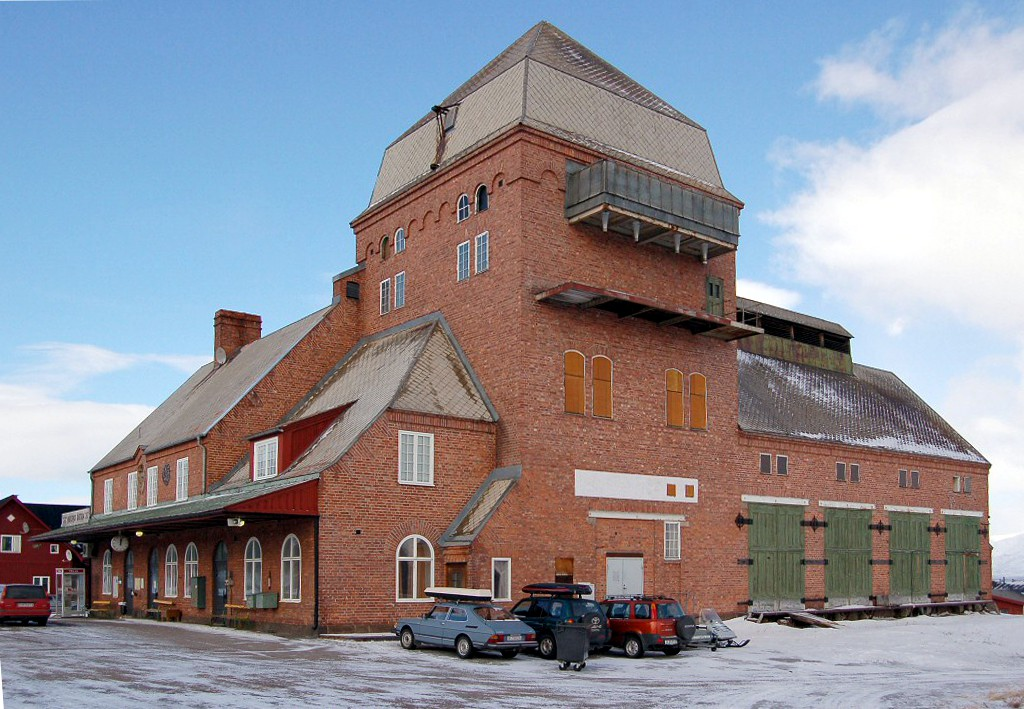
Az Abisko Östra vasútállomás épülete

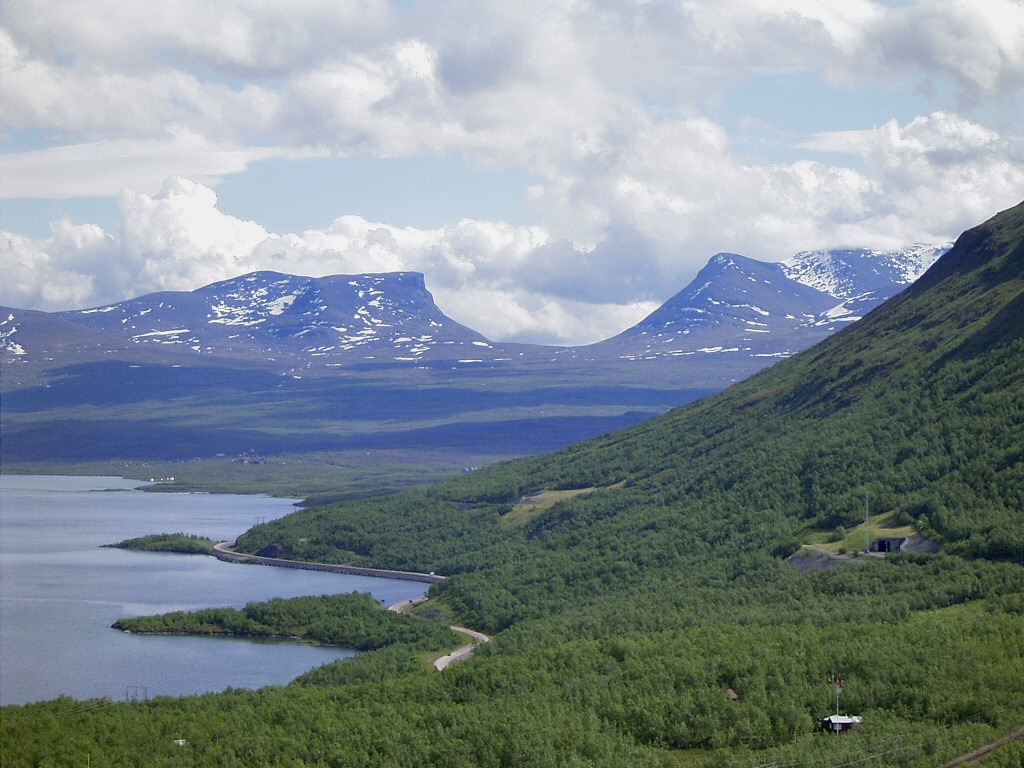
Lapporten

Abisko egy település (småort) az észak-svédországi Norrbottens län régióban, a történelmi Lappföld megye területén.
Az északi sarkkörtől 195 km-re északra fekszik és aszfaltozott úton 39 kilométerre található a svéd-norvég határtól (keletre), 385 méteres tengerszint feletti magasságban. A Torneträsk-tó déli partján húzódó, 85 lelket számláló település hivatalosan Kiruna része és a Kungsleden túravonal kezdő- és végpontja is egyben. Abiskótól 2 km-re nyugatra található az 1902-ben üzembe helyezett Abisko turiststation, amelyet - mint a Kungsleden túravonalon elhelyezkedő többi szállást is - a Svéd Turistaszövetség (STF) tart üzemben.
Közvetlenül a település mellett található az 1909-ben alapított Abisko Nemzeti Park. Abiskón átvezet a E10-es út (Európai úthálózat), és a Kiruna és Narvik között közlekedő vasútvonal. A település vasútállomásának neve Abisko Östra és nem tévesztendő össze a nemzeti park vasútállomásával, melynek Abisko Turiststation a neve. A környéken több síelőhely is van, a hó júniusig garantált.
A település jelképe a majdnem félkör alakú Trogtal Lapporten, amely a Tjuonatjåkka (1554 m) és Nissuntjårro (1738 m) hegyek között büszkélkedik. Az Abisko név az északi számi Ábeskovvu szóból származhat. Az áphi előtag jelentése lehet tó, a skovvu utótag pedig talán a svéd vagy norvég skog, azaz erdő szóból származik. A hely nevét tehát lehetne úgy fordítani, hogy Erdő a Tónál (a Torneträsk-tónál).
Szintén Abiskóban van a Svéd Királyi Tudományos Akadémia (Kungliga Vetenskapsakademien) egy kutatóállomása, az ún. Abisko Scientific Research Station.

## Népesség
A település népességének változása:
| Lakosok száma | 68   | 73   | 110  | 131  | 142  | 149  |
|               | 2000 | 2005 | 2010 | 2015 | 2020 | 2023 |